# No More Heroes
No More Heroes (ノーモア★ヒーローズ, Nō Moa Hīrōzu) é um jogo eletrônico de ação exclusivo para o console Wii. Foi dirigido por Goichi Suda (conhecido no Japão pelo apelido de Suda51), desenvolvido pela Grasshopper Manufacture e publicado pela Marvelous Interactive Inc., Spike, Ubisoft e Rising Star Games. Era anteriormente intitulado Heroes.
O jogo não é uma sequência de Killer 7, mas sim uma franquia totalmente nova rodando em uma nova engine. Mesmo com estilos parecidos, Suda51 diz que Killer 7 era focado em problemas políticos, enquanto No More Heroes é focado em problemas sociais.
Em 15 de março de 2008 numa entrevista, Suda51 revelou que estava interessado em produzir uma sequência para o Wii. Em 8 de outubro de 2008, a sequência, intitulada No More Heroes: Desperate Struggle, foi revelada na Tokyo Game Show 2008. Sendo desenvolvida novamente pela Grasshopper Manufacture. A sequência foi desenvolvida para o Wii e lançada em 2010.

## Jogabilidade
O jogador controla o personagem Travis Touchdown, podendo andar livremente pela cidade de Santa Destroy, seja a pé ou utilizando a moto "Schpeltiger". O jogador deve matar os 10 principais assassinos para seguir com o progresso da história do jogo. Existem diversos pequenos trabalhos que são realizados para obter dinheiro e gastar com armas, treinamento, roupas e fitas de vídeo. O esquema de controles é feito com o Wii Remote e Nunchuck, com o Wii Remote controlando a arma e o Nunchuck movendo Travis. A maioria dos ataques é feito com o botão "A", com alguns outros golpes sendo realizados com instruções de movimentos dados na tela do jogo. Quando a bateria da katana acaba, deve-se pressionar o botão "1" e mexer o Wii Remote para carregar. A katana pode ainda ser melhorada ao visitar Dr. Naomi. Travis possui um modo secundário "Dark Side", onde o jogador tem acesso ao tirar três ícones iguais na slot machine.
Este é o ranking dos assassinos da United Assassins Association antes de Travis se associar:
| Posição | Assassino                                                                                                   |
| ------- | --- |
| 1°      | Dark Star - Empalado por Jeane.                                                                             |
| 2°      | Bad Girl - Empalada na Barriga.                                                                             |
| 3°      | Speed Buster - Decapitada.                                                                                  |
| 4°      | Harvey Moiseiwitsch Volodarskii - Fatiado verticalmente ao meio por serra circular grande, após ser cegado. |
| 5°      | Letz Shake - Fatiado horizontalmente ao meio por Henry.                                                     |
| 6°      | Holly Summers - Cometido suicidio, explodindo com sua própria granada, sua cabeça e boa parte do toráx.     |
| 7°      | Destroyman - Fatiado ao meio verticalmente. {Destroyman ainda não morreu}                                   |
| 8°      | Shinobu - Perde sua mão direita, mas Travis poupou sua vida.                                                |
| 9°      | Dr. Peace - Empalado no toráx, suas ultimas palavras é o nome de sua filha: Jennifer.                       |
| 10°     | Death Metal - Após perder suas mãos, é decapitado.                                                          |
| 11°     | Helter-Skelter - Decapitado, na introdução do jogo.                                                         |

## Enredo

### História
No More Heroes conta a história de Travis Touchdown, um estereotipado otaku que vive na cidade fictícia de Santa Destroy, Califórnia (cidade fronteiriça com o México, no Oeste americano). Tendo uma katana com laser que ganhou na internet por ser um membro de um clube. Em um momento se dá conta que não tem dinheiro para pagar suas dívidas, resolve tirar suas mágoas em um bar, no qual conhece uma garota misteriosa chamada Silvia Christel. A garota traz uma oportunidade de mudar de vida, transformando-o em um assassino, chegando ao número 11 da lista de melhores assassinos da cidade e deve enfrentar a todos se quiser chegar ao primeiro lugar. Cada assassino tem seu próprio estilo de luta, personalidade e armas. No começo do jogo deve-se matar Death Metal.

### Personagens
Além de Travis, existem mais 10 assassinos da UAA (United Assassins Association, "Associação de Assassinos Unidos"). A lista com o ranking de assassinos é disponibilizada[carece de fontes?] por Sylvia Christel, uma agente da UAA de origem francesa. Travis é auxiliado por uma fabricante de armas chamada Doctor Naomi, um ex lutador profissional de luta livre chamado Thunder Ryu, e um bêbado, Randall Loyikov. Naomi vende katanas e as desenvolve, Ryu toma conta de um ginásio e treina Travis - permitindo a ele aumentar a força e a saúde - e Loyikov ensina manobras e técnicas.

## Desenvolvimento
No More Heroes foi primeiramente planejado como um jogo exclusivo para o Xbox 360, até que Yasuhiro Wada sugestionou o Wii e sua estrutura única de controles para o diretor Suda51. Suda citou o filme El Topo como inspiração para No More Heroes. Em uma entrevista ele disse que queria fazer um jogo "tão violento, ou até mais que Manhunt 2". Yūsuke Kozaki, que desenvolveu anteriormente os personagens de Speed Grapher, desenvolveu os personagens de No More Heroes.
Os dubladores da produção anterior de Suda51, killer7, retornaram ao elenco de dubladores de No More Heroes. A maioria dos dubladores também trabalharam juntos na série Metal Gear Solid.

### Dubladores
| Personagem                                  | Dublador           |
| ------------------------------------------- | ------------------ |
| Travis Touchdown                            | Robin Atkin Downes |
| Silvia Christel, Mrs. Christel              | Paula Tiso         |
| Death Metal                                 | Grant Albrecht     |
| Dr. Peace                                   | Richard McGonagle  |
| Shinobu                                     | Kimberly Brooks    |
| Destroyman                                  | Josh Keaton        |
| Holly Summers                               | Kim Mai Guest      |
| Helter-Skelter, Letz Shake, Talbot e Weller | Dee Bradley Baker  |
| Dr. Shake, Randall Lovikov                  | Fred Tatasciore    |
| Harvey Moiseiwitsch Volodarskii             | James Horan        |
| Speed Buster                                | Mitzi McCall       |
| Bad Girl                                    | Kathryn Fiore      |
| Dark Star                                   | Steve Blum         |
| Jeane                                       | Kari Wahlgren      |
| Henry                                       | Quinton Flynn      |
| Thunder Ryu                                 | Paul Nakauchi      |
| Dr. Naomi                                   | Vanessa Marshall   |

### Trilha sonora
A trilha sonora de No More Heroes, disponibiliza todas as composições originais do diretor de música Masafumi Takada, sendo lançada em 23 de junho de 2008 no Japão, contendo 71 faixas em uma embalagem com três discos. Uma segunda trilha sonora intitulada No More Heroes Sound Tracks: Dark Side foi lançada em 14 de março de 2008.
A música "Heavenly Star" por Genki Rockets é usada em muitas partes do jogo. Nas versões do Japão e Europa, um videoclipe pode ser assistido na televisão de Travis, mas foi substituída por um trailer do jogo na versão norte americana.

## Recepção da crítica
Em geral, No More Heroes recebeu críticas positivas. O jogo tirou nota 34 de 40 na Famitsu. A GameSpot premiou o jogo com o "Editor's Choice Award", pelo enredo único, jogabilidade e senso de humor. A X-Play deu uma nota 5 de 5, citando o jogo como "um roteiro excepcional, progressão de jogo satisfatória, estilo visual único, controles intuitivos e trilha sonora marcante". A X-Play ainda citou o jogo como "o terceiro melhor lançamento do Wii para até a metade de 2008". O site Cheat Code Central chamou o jogo de "uma compra obrigatória que derruba todos os outros jogos de outras empresas para o Wii até hoje". A revista GamePro deu ao jogo o prêmio de "Jogo do mês" e "Escolha do editor", citando "Travis Touchdown é o melhor novo personagem de 2008" e "O título é facilmente visto como um dos melhores do Wii". Mesmo dando ao jogo uma análise menos positiva que os outros, a IGN premiou o jogo como "Jogo do mês" de janeiro. A Game Informer deu uma das piores notas ao jogo, citando "repetição e falta de subsistência" como principais do jogo. A Nintendo Power elegeu o jogo como o 7° melhor já lançado para o Wii.
Para o lançamento japonês, um evento de pouco sucesso foi realizado em 6 de dezembro de 2007 no Sofmap Amusement em Akihabara, com Suda51 e Yasuhiro Wada assinando cópias do jogo e dando premiações. Depois de 20 minutos passados sem nenhuma compra do jogo realizada, um repórter da Famitsu comprou uma cópia e tirou algumas fotos. No More Heroes vendeu aproximadamente 10.000 cópias no seu primeiro dia de lançamento no Japão.
Suda51 expressou seu desapontamento com as baixas vendas do jogo no Japão, dizendo que apenas a Nintendo estaria tendo lucro com o sucesso do Wii pela adoção dos jogadores casuais.